# Комёла
Комёла (Комела, Камела) — река в Вологодском и Грязовецком районах Вологодской области России. Левый приток реки Лежи.

## Общие сведения

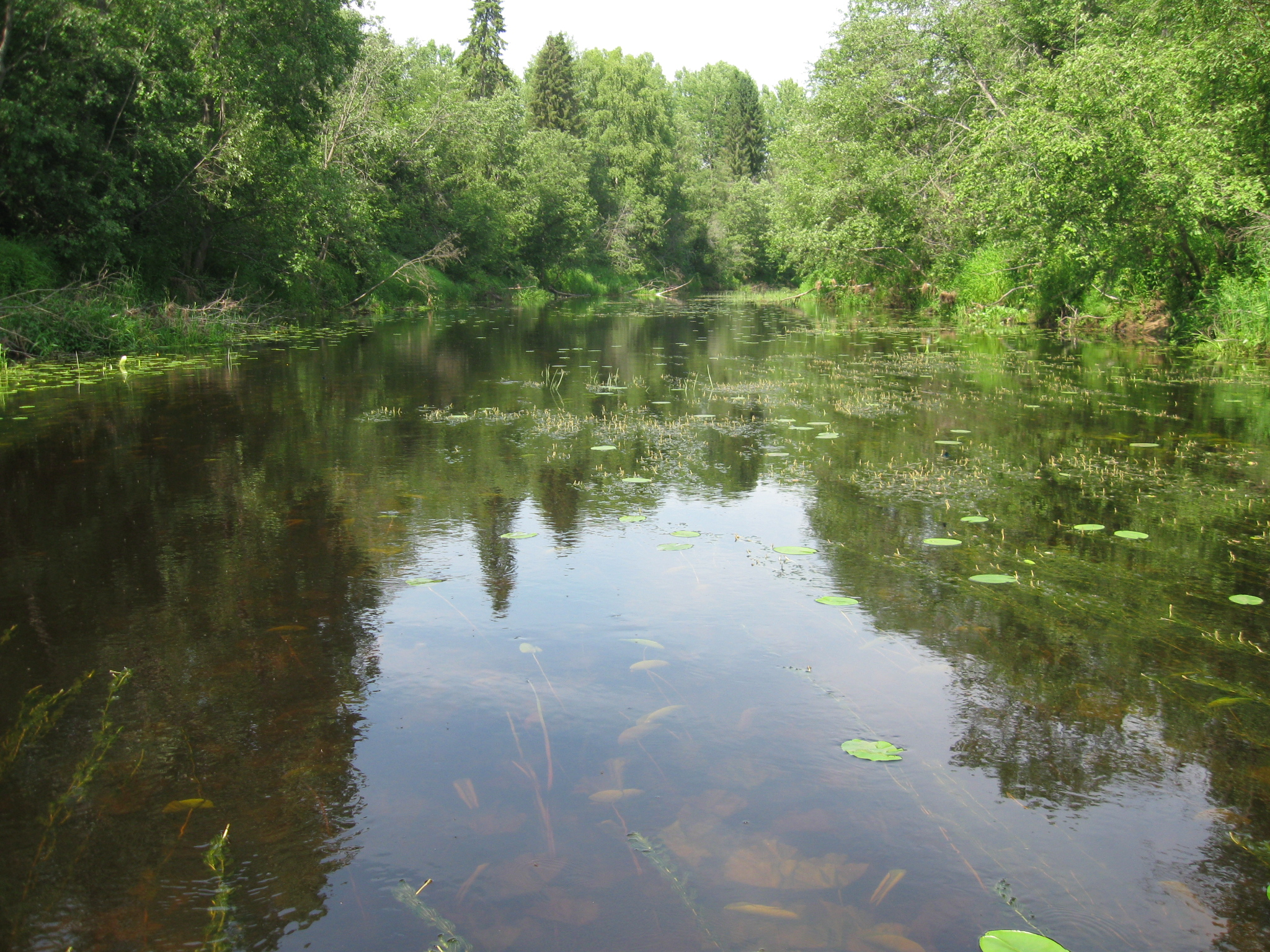
Верхнее течение Комёлы летом 2011 года.

Начало берёт из озера Никольского на высоте 128 м над уровнем моря. Длина — 60 км. Площадь водосбора — 1410 км². Питание смешанное (дождевое совместно со снеговым). Весной часто случается половодье, после которого вода не спадает до середины лета или вовсе держится до конца лета. Имеет очень быстрое для равнинных рек течение, связанное с большим уклоном реки. Долина верховья слабо выражена и с широкой поймой, на Вологодской возвышенности глубина долины достигает 20—30 м. Ниже деревни Долгово впадает в Лежу на высоте 107 м над уровнем моря. Имеет притоки, левый: Лихтош (36 км от устья); и правые: Лухта (17 км от устья) и Махреньга (56 км от устья).
По реке назван Комельский лес, где в дупле липы три года прожил преподобный Павел Обнорский.

## Этимология
О значении названия существует несколько вариантов:
1. на одном из финно-угорских языков могло означать «местность рода Ком (Кам)»[8];
2. связывается с «кама» в значении скарб, рухлядь, пожитки, хлам (первоначально как богатства)[8].

## Данные водного реестра
По данным государственного водного реестра России относится к Двинско-Печорскому бассейновому округу, водохозяйственный участок реки — Северная Двина от начала реки до впадения реки Вычегда, без рек Юг и Сухона (от истока до Кубенского гидроузла), речной подбассейн реки — Сухона. Речной бассейн реки — Северная Двина.
Код объекта в государственном водном реестре — 03020100312103000006790.